# Ерёменко, Владимир Николаевич (поэт)
Владимир Николаевич Ерёменко (10 января 1949, Москва — 28 ноября 1993, там же) — русский поэт, переводчик.

## Биография
Родился 10 января 1949 года в Москве.
Окончил Московский институт радиотехники, электроники и автоматики и Литературный институт им. М. Горького. Учился на семинаре Евгения Винокурова.
Стихотворения публиковались с 1970 года в журналах: «Юность», «Звезда», «Знамя», «Новый Мир», «Континент», «Дружба народов», в газетах «Московский комсомолец», «Литературная газета» и др. Участник «Антологии русских поэтов XX век» (М., 1999 г.), «Антологии русского лиризма. XX век» (М., 2000 г.).
При жизни поэта вышли два сборника стихов: «Приметы родства» (М., 1989 г.) и «Только любовь» (Тбилиси, 1991 г.). Среди переводов: стихи грузинских поэтов (Галактиона Табидзе, Григола Робакидзе, Маквала Гонашвили и др.), калмыцкий народный эпос «Джангар», стихи Чеслава Милоша, вышедшие в 1993 году отдельным сборником «Так мало и другие стихотворения».
Умер в 1993 году.
В 2010 году в издательстве «Алетейя» посмертно, к 60-летию поэта, вышел последний сборник стихов «Отчее время», составленный автором ещё в начале 1990-х годов для издательства «Современник».

## Книги
- Приметы родства. — М.: «Советский писатель», 1989. — 191 с. [Худож. И. Преснецова].
- Только любовь. — Тбилиси: «Мерани», 1991 г.
- Отчее время. — С-Пб.: «Алетейя», 2010. — 141 с.

## Рецензии
Мнение Андрея Василевского о книге «Отчее время» —

Если считать, что в 1986—1996 годах (или 1990—1999 годах, или в 1986—1999 годах, уж как хотите) мы пережили растянутую во времени революцию, то Владимир Ерёменко — поэт «дореволюционный». Революция — это не штурм Зимнего и не три дня в Августе, это полный переворот всего уклада жизни. Володя успел застать момент, когда все начало переворачиваться, но не дожил до того, как все начало укладываться. У нас бы ему тоже не понравилось. Главное у него — не лирика, не метафизика, а, так скажем, амбивалентные отношения с Родиной (которую он в стихах писал с большой буквы): и жить больно, и разорвать кровную связь невозможно… Признаться, не люблю в стихах восклицательных знаков, прописных букв не в начале строки. Но эту книгу я читаю иначе, пытаясь сквозь стихи вспомнить наши с ним разговоры. Как сквозь бронированное стекло. Всё ещё видно, но слышно уже глухо.